# Погонич-пігмей уссурійський
Погонич-пігмей уссурійський (Coturnicops exquisitus) — вид журавлеподібних птахів родини пастушкових (Rallidae). Мешкає в Східній Азії.

## Опис
Уссурійський погонич-пігмей є найменшим представником родини пастушкових. Його довжина становить 12-13 см, вага 24,5 г. Довжина крила становить 75-81 мм, довжина хвоста 29-35 мм, довжина дзьоба 12-14,5 мм, довжина цівки 21,5-22,5 мм. Виду не притаманний статевий диморфізм.
Верхня частина голови і верхня частина тіла чорнуваті, поцяткована коричневими плямами і вузькими поперечними білими смужками, на голові і шиї плями менші і менш чіткі. Обличчя сірувато-коричневе, поцятковане білими плямками. Нижня частина тіла білувата, горло, верхня частина грудей, боки і гузка поцятковані охристими смугами. На крилах білі "дзеркальця". Очі карі, дзьоб зверху темно-коричневий, знизу зеленувато-жовтий, лапи рожевувато-коричневі.

## Поширення і екологія
Уссурійські погоничі-пігмеї гніздяться на Далекому Сході Росії (на північному сході Забайкалля і на півдні Приморського краю) та в Маньчжурії, на сході китайської провінції Хейлунцзян. Взимку вони мігрують до Японії, на Корейський півострів та на південний схід Китаю. Вони живуть на вологих луках, на болотах та на інших водно-болотних угіддях.

## Збереження
МСОП класифікує цей вид як вразливий. За оцінками дослідників, популяція уссурійських погоничів-пігмеїв становить від 3,5 до 15 тисяч птахів. Їм загрожує знищення природного середовища.